# Grand Prix Azerbejdżanu 2017
Grand Prix Azerbejdżanu 2017 (oficjalnie 2017 Formula 1 Azerbaidjan Grand Prix) – ósma eliminacja Mistrzostw Świata Formuły 1 w sezonie 2017. Grand Prix odbyło się w dniach 23–25 czerwca na torze Baku City Circuit w Baku.

## Lista startowa
Źródło: Wyprzedź Mnie!
| Nr | Kierowca          | Zespół                           | Samochód                      | Silnik                | Opony |
| -- | ----------------- | -------------------------------- | ----------------------------- | --------------------- | ----- |
| 2  | Stoffel Vandoorne | McLaren Honda Formula 1 Team     | McLaren MCL32                 | Honda RA617H 1.6T V6  | P     |
| 3  | Daniel Ricciardo  | Red Bull Racing                  | Red Bull RB13                 | TAG Heuer 1.6T V6     | P     |
| 5  | Sebastian Vettel  | Scuderia Ferrari                 | Ferrari SF70H                 | Ferrari 059/5 1.6T V6 | P     |
| 7  | Kimi Räikkönen    | Scuderia Ferrari                 | Ferrari SF70H                 | Ferrari 062 1.6T V6   | P     |
| 8  | Romain Grosjean   | Haas F1 Team                     | Haas VF-17                    | Ferrari 062 1.6T V6   | P     |
| 9  | Marcus Ericsson   | Sauber F1 Team                   | Sauber C36                    | Ferrari 059/5 1.6T V6 | P     |
| 11 | Sergio Pérez      | Sahara Force India F1 Team       | Force India VJM10             | Mercedes 1.6T V6      | P     |
| 14 | Fernando Alonso   | McLaren Honda Formula 1 Team     | McLaren MCL32                 | Honda RA617H 1.6T V6  | P     |
| 18 | Lance Stroll      | Williams Martini Racing          | Williams FW40                 | Mercedes 1.6T V6      | P     |
| 19 | Felipe Massa      | Williams Martini Racing          | Williams FW40                 | Mercedes 1.6T V6      | P     |
| 20 | Kevin Magnussen   | Haas F1 Team                     | Haas VF-17                    | Ferrari 059/5 1.6T V6 | P     |
| 26 | Daniił Kwiat      | Scuderia Toro Rosso              | Toro Rosso STR12              | Renault 1.6T V6       | P     |
| 27 | Nico Hülkenberg   | Renault Sport Formula One Team   | Renault R.S.17                | Renault 1.6T V6       | P     |
| 30 | Jolyon Palmer     | Renault Sport Formula One Team   | Renault R.S.16                | Renault 1.6T V6       | P     |
| 31 | Esteban Ocon      | Sahara Force India F1 Team       | Force India VJM10             | Mercedes 1.6T V6      | P     |
| 33 | Max Verstappen    | Red Bull Racing                  | Red Bull RB13                 | TAG Heuer 1.6T V6     | P     |
| 44 | Lewis Hamilton    | Mercedes AMG Petronas Motorsport | Mercedes AMG F1 W08 EQ Power+ | Mercedes 1.6T V6      | P     |
| 55 | Carlos Sainz Jr.  | Scuderia Toro Rosso              | Toro Rosso STR12              | Renault 1.6T V6       | P     |
| 77 | Valtteri Bottas   | Mercedes AMG Petronas Motorsport | Mercedes AMG F1 W08 EQ Power+ | Mercedes 1.6T V6      | P     |
| 94 | Pascal Wehrlein   | Sauber F1 Team                   | Sauber C36                    | Ferrari 059/5 1.6T V6 | P     |
| Nr | Kierowca          | Zespół                           | Samochód                      | Silnik                | Opony |

## Wyniki

### Sesje treningowe
Źródło: Wyprzedź Mnie!
| Sesja | Nr | Kierowca        | Konstruktor        | Czas     | Okr. |
| ----- | -- | --------------- | ------------------ | -------- | ---- |
| 1     | 33 | Max Verstappen  | Red Bull-TAG Heuer | 1:44,410 | 19   |
| 2     | 33 | Max Verstappen  | Red Bull-TAG Heuer | 1:43,362 | 36   |
| 3     | 77 | Valtteri Bottas | Mercedes           | 1:42,742 | 21   |

### Kwalifikacje
Źródło: Wyprzedź Mnie!
| Poz. | Nr | Kierowca          | Konstruktor          | Q1       | Q2       | Q3       | Poz. s. |
| --- | --- | ----------------- | -------------------- | -------- | -------- | -------- | ------- |
| 1 | 44 | Lewis Hamilton    | Mercedes             | 1:41,983 | 1:41,275 | 1:40,593 | 1       |
| 2 | 77 | Valtteri Bottas   | Mercedes             | 1:43,026 | 1:41,502 | 1:41,027 | 2       |
| 3 | 7 | Kimi Räikkönen    | Ferrari              | 1:42,678 | 1:42,090 | 1:41,693 | 3       |
| 4 | 5 | Sebastian Vettel  | Ferrari              | 1:42,952 | 1:41,911 | 1:41,841 | 4       |
| 5 | 33 | Max Verstappen    | Red Bull–TAG Heuer   | 1:42,544 | 1:41,961 | 1:41,879 | 5       |
| 6 | 11 | Sergio Pérez      | Force India–Mercedes | 1:43,162 | 1:42,467 | 1:42,111 | 6       |
| 7 | 31 | Esteban Ocon      | Force India–Mercedes | 1:43,051 | 1:42,751 | 1:42,186 | 7       |
| 8 | 18 | Lance Stroll      | Williams–Mercedes    | 1:43,613 | 1:42,284 | 1:42,753 | 8       |
| 9 | 19 | Felipe Massa      | Williams–Mercedes    | 1:43,165 | 1:42,735 | 1:42,798 | 9       |
| 10 | 3 | Daniel Ricciardo  | Red Bull–TAG Heuer   | 1:42,857 | 1:42,215 | 1:43,414 | 10      |
| 11 | 26 | Daniił Kwiat      | Toro Rosso           | 1:42,927 | 1:43,186 | –        | 11      |
| 12 | 55 | Carlos Sainz Jr.  | Toro Rosso           | 1:43,489 | 1:43,347 | –        | 15      |
| 13 | 20 | Kevin Magnussen   | Haas–Ferrari         | 1:44,029 | 1:43,796 | –        | 12      |
| 14 | 27 | Nico Hülkenberg   | Renault              | 1:43,930 | 1:44,267 | –        | 13      |
| 15 | 94 | Pascal Wehrlein   | Sauber               | 1:44,317 | 1:44,603 | –        | 14      |
| 16 | 14 | Fernando Alonso   | McLaren–Honda        | 1:44,334 | –        | –        | 19      |
| 17 | 8 | Romain Grosjean   | Haas–Ferrari         | 1:44,468 | –        | –        | 16      |
| 18 | 9 | Marcus Ericsson   | Sauber               | 1:44,795 | –        | –        | 17      |
| 19 | 2 | Stoffel Vandoorne | McLaren–Honda        | 1:45,030 | –        | –        | 18      |
| Nie wystartowali / niedopuszczeni do ponownego startu | |                   |                      |          |          |          |         |
| | 30 | Jolyon Palmer     | Renault              | –        | –        | –        | 20      |
| Poz. | Nr | Kierowca          | Konstruktor          | Q1       | Q2       | Q3       | Poz. s. |
| \| Legenda \| Legenda \| \| ------------------------ \| ---------------------------------------------------------------------------------------------------------------------------------------------------------------------------------------------------------------------------------------------------------------- \| \| Poz. Nr Q1 Q2 Q3 Poz. s. \| Pozycja zajęta w sesji kwalifikacyjnej Numer startowy kierowcy Wynik uzyskany w pierwszej części kwalifikacji Wynik uzyskany w drugiej części kwalifikacji Wynik uzyskany w trzeciej części kwalifikacji Pozycja startowa po uwzględnięniu kar, przesunięć, itp. \| | |                   |                      |          |          |          |         |
| Legenda | |                   |                      |          |          |          |         |
| Poz. Nr Q1 Q2 Q3 Poz. s. | Pozycja zajęta w sesji kwalifikacyjnej Numer startowy kierowcy Wynik uzyskany w pierwszej części kwalifikacji Wynik uzyskany w drugiej części kwalifikacji Wynik uzyskany w trzeciej części kwalifikacji Pozycja startowa po uwzględnięniu kar, przesunięć, itp. |                   |                      |          |          |          |         |

### Wyścig

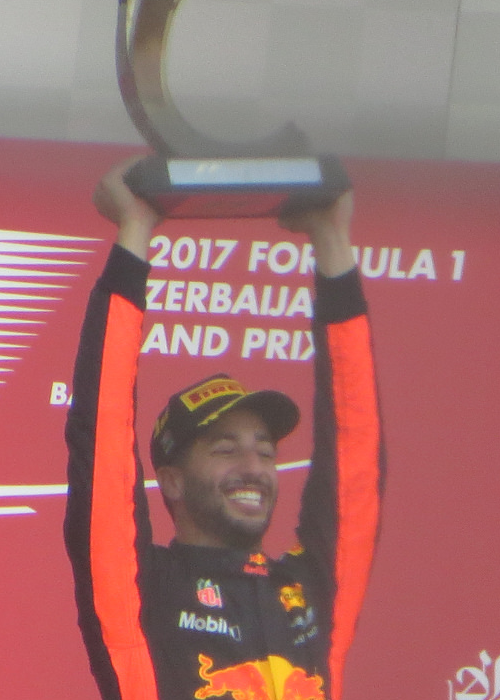
Daniel Ricciardo na podium po zwycięstwie w Grand Prix Azerbejdżanu 2017

Źródło: Wyprzedź Mnie!
| P                 | + / –     | Nr | Kierowca          | Konstruktor          | Okr. | Czas / Strata | Komentarz          |
| ----------------- | --------- | -- | ----------------- | -------------------- | ---- | ------------- | ------------------ |
| 1                 | 9         | 3  | Daniel Ricciardo  | Red Bull–TAG Heuer   | 51   | 2:03:55,573   |                    |
| 2                 | Bez zmian | 77 | Valtteri Bottas   | Mercedes             | 51   | +0:03,904     |                    |
| 3                 | 5         | 18 | Lance Stroll      | Williams–Mercedes    | 51   | +0:04,009     |                    |
| 4                 | Bez zmian | 5  | Sebastian Vettel  | Ferrari              | 51   | +0:05,976     |                    |
| 5                 | 4         | 44 | Lewis Hamilton    | Mercedes             | 51   | +0:06,188     |                    |
| 6                 | 1         | 31 | Esteban Ocon      | Force India–Mercedes | 51   | +0:30,298     |                    |
| 7                 | 5         | 20 | Kevin Magnussen   | Haas–Ferrari         | 51   | +0:41,753     |                    |
| 8                 | 7         | 55 | Carlos Sainz Jr.  | Toro Rosso           | 51   | +0:49,400     |                    |
| 9                 | 10        | 14 | Fernando Alonso   | McLaren–Honda        | 51   | +0:59,551     |                    |
| 10                | 4         | 94 | Pascal Wehrlein   | Sauber               | 51   | +1:29,093     |                    |
| 11                | 6         | 9  | Marcus Ericsson   | Sauber               | 51   | +1:31,794     |                    |
| 12                | 6         | 2  | Stoffel Vandoorne | McLaren–Honda        | 51   | +1:32,160     |                    |
| 13                | 3         | 8  | Romain Grosjean   | Haas–Ferrari         | 50   | +1 okr.       |                    |
| 14                | 11        | 7  | Kimi Räikkönen    | Ferrari              | 46   | +5 okr.       | ciśnienie wody     |
| Niesklasyfikowani |           |    |                   |                      |      |               |                    |
|                   |           | 11 | Sergio Pérez      | Force India–Mercedes | 39   | +12 okr.      | uszkodzenia fotelu |
|                   |           | 19 | Felipe Massa      | Williams–Mercedes    | 25   | +26 okr.      | zawieszenie        |
|                   |           | 27 | Nico Hülkenberg   | Renault              | 24   | +27 okr.      | zawieszenie        |
|                   |           | 33 | Max Verstappen    | Red Bull–TAG Heuer   | 12   | +39 okr.      | ciśnienie oleju    |
|                   |           | 26 | Daniił Kwiat      | Toro Rosso           | 9    | +42 okr.      | elektryka          |
|                   |           | 30 | Jolyon Palmer     | Renault              | 7    | +44 okr.      | zapłon             |
| P                 | + / –     | Nr | Kierowca          | Konstruktor          | Okr. | Czas / Strata | Komentarz          |

### Najszybsze okrążenie
Źródło: Wyprzedź Mnie!
| Nr | Kierowca         | Konstruktor | Czas     | Okr. |
| -- | ---------------- | ----------- | -------- | ---- |
| 5  | Sebastian Vettel | Ferrari     | 1:43,441 | 47   |

## Prowadzenie w wyścigu
Źródło: Racing–Reference.info
| Nr                              | Kierowca         | Okrążenia | Suma |
| ------------------------------- | ---------------- | --------- | ---- |
| 44                              | Lewis Hamilton   | 1-30      | 30   |
| 3                               | Daniel Ricciardo | 33-51     | 18   |
| 5                               | Sebastian Vettel | 30-33     | 3    |
| \| Wykres \| \| ------ \| \| \| |                  |           |      |
| Wykres                          |                  |           |      |
|                                 |                  |           |      |

## Klasyfikacja po zakończeniu wyścigu

### Kierowcy
| P                 | +/− | Kierowca           | Starty | Punkty | P1 | P2 | P3 | PP | NO | NS |
| ----------------- | --- | ------------------ | ------ | ------ | -- | -- | -- | -- | -- | -- |
| 1                 | 0   | Sebastian Vettel   | 8      | 153    | 3  | 3  | –  | 1  | 1  | –  |
| 2                 | 0   | Lewis Hamilton     | 8      | 139    | 3  | 2  | –  | 5  | 4  | –  |
| 3                 | 0   | Valtteri Bottas    | 8      | 111    | 1  | 2  | 2  | 1  | –  | 1  |
| 4                 | +1  | Daniel Ricciardo   | 8      | 92     | 1  | –  | 3  | –  | –  | 2  |
| 5                 | −1  | Kimi Räikkönen     | 8      | 73     | –  | 1  | 1  | 1  | 2  | 1  |
| 6                 | 0   | Max Verstappen     | 8      | 45     | –  | –  | 1  | –  | –  | 4  |
| 7                 | 0   | Sergio Pérez       | 8      | 44     | –  | –  | –  | –  | 1  | 1  |
| 8                 | 0   | Esteban Ocon       | 8      | 35     | –  | –  | –  | –  | –  | –  |
| 9                 | 0   | Carlos Sainz Jr.   | 8      | 29     | –  | –  | –  | –  | –  | 2  |
| 10                | 0   | Felipe Massa       | 8      | 20     | –  | –  | –  | –  | –  | 2  |
| 11                | 0   | Nico Hülkenberg    | 8      | 18     | –  | –  | –  | –  | –  | 2  |
| 12                | +4  | Lance Stroll       | 8      | 17     | –  | –  | 1  | –  | –  | 3  |
| 13                | 0   | Kevin Magnussen    | 8      | 11     | –  | –  | –  | –  | –  | 2  |
| 14                | −2  | Romain Grosjean    | 8      | 10     | –  | –  | –  | –  | –  | 2  |
| 15                | 0   | Pascal Wehrlein    | 6      | 5      | –  | –  | –  | –  | –  | 1  |
| 16                | −2  | Daniił Kwiat       | 8      | 4      | –  | –  | –  | –  | –  | 3  |
| 17                | +2  | Fernando Alonso    | 6      | 2      | –  | –  | –  | –  | –  | 2  |
| 18                | −1  | Jolyon Palmer      | 8      | 0      | –  | –  | –  | –  | –  | 3  |
| 19                | −1  | Marcus Ericsson    | 8      | 0      | –  | –  | –  | –  | –  | 3  |
| 20                | +1  | Stoffel Vandoorne  | 7      | 0      | –  | –  | –  | –  | –  | 3  |
| 21                | −1  | Antonio Giovinazzi | 2      | 0      | –  | –  | –  | –  | –  | 1  |
| Niesklasyfikowani |     |                    |        |        |    |    |    |    |    |    |
|                   |     | Jenson Button      | 1      | –      | –  | –  | –  | –  | –  | 1  |
| P                 | +/− | Kierowca           | Starty | Punkty | P1 | P2 | P3 | PP | NO | NS |

### Konstruktorzy
| P  | +/− | Konstruktor               | Starty | Punkty | P1 | P2 | P3 | PP | NO | NS |
| -- | --- | ------------------------- | ------ | ------ | -- | -- | -- | -- | -- | -- |
| 1  | 0   | Mercedes                  | 16     | 250    | 4  | 4  | 2  | 6  | 4  | 1  |
| 2  | 0   | Ferrari                   | 16     | 226    | 3  | 4  | 1  | 2  | 3  | 1  |
| 3  | 0   | Red Bull Racing TAG Heuer | 16     | 137    | 1  | –  | 4  | –  | –  | 6  |
| 4  | 0   | Force India Mercedes      | 16     | 79     | –  | –  | –  | –  | 1  | 1  |
| 5  | +1  | Williams Mercedes         | 16     | 37     | –  | –  | 1  | –  | –  | 5  |
| 6  | −1  | Toro Rosso                | 16     | 33     | –  | –  | –  | –  | –  | 5  |
| 7  | +1  | Haas Ferrari              | 16     | 21     | –  | –  | –  | –  | –  | 4  |
| 8  | −1  | Renault                   | 16     | 18     | –  | –  | –  | –  | –  | 5  |
| 9  | 0   | Sauber                    | 16     | 5      | –  | –  | –  | –  | –  | 5  |
| 10 | 0   | McLaren Honda             | 14     | 2      | –  | –  | –  | –  | –  | 6  |
| P  | +/− | Kierowca                  | Starty | Punkty | P1 | P2 | P3 | PP | NO | NS |